# Erhard Hartstock
Erhard Hartstock (* 22. März 1939 in Bautzen; † 30. November 2024) war ein deutscher Archivar und Historiker.

## Leben
Nach der Promotion zum Dr. phil. am 13. Januar 1969 in Leipzig war er von 1969 bis 1975 Archivar im Historischen Staatsarchiv Bautzen, seit 1969 dessen Leiter. Von 1975 bis zur Pensionierung war er Abteilungsleiter Erschließung im Staatsarchiv bzw. Hauptstaatsarchiv Dresden. 1988 war er kommissarisch Chefredakteur der Archivmitteilungen.
Darüber hinaus beschäftigte er sich vor allem mit geschichtlichen Themen die die Oberlausitz betraf.

## Schriften (Auswahl)
- Die sorbische nationale Bewegung in der sächsischen Oberlausitz 1830–1848/49. Bautzen 1977.
- Revolutionäre Ereignisse 1848/49 in der Lausitz. Bilder aus dem Leben der Sorben. Bautzen 1986, ISBN 3-7420-0029-2.
- Entstehung und Entwicklung der Oberlausitzer Teichwirtschaft. 2000.
- Teichwirtschaft in der Oberlausitz. Abriß der Geschichte von den Anfängen bis 1945. Bautzen 2004, ISBN 3-936758-08-5.
- Wirtschaftsgeschichte der Oberlausitz 1547–1945. Bautzen 2007, ISBN 3-936758-40-9.